# Тричезимо
Тричезимо (итал. Tricesimo) је насеље у Италији у округу Удине, региону Фурланија-Јулијска крајина.
Према процени из 2011. у насељу је живело 5590 становника. Насеље се налази на надморској висини од 199 м.

## Становништво
Према резултатима пописа становништва 2011. у општини је живело 7.609 становника.
| 1936. | 1951. | 1961. | 1971. | 1981. | 1991. | 2001. | 2011. |
| ----- | ----- | ----- | ----- | ----- | ----- | ----- | ----- |
| 5.040 | 6.104 | 5.743 | 5.975 | 6.584 | 6.861 | 7.305 | 7.609 |

## Партнерски градови
- Mittersill